# Публий Юлий Каст
Публий Юлий Каст (на латински: Iulius Castus, на гръцки: Ιολιου Καστου) е римски управител на провинция Тракия (legatus Augusti pro praetore Thraciae) по времето на август Комод в периода 184 – 185 г. Произхожда от знатния римски род Юлии.
Участва в издаването на монетни емисии чрез градската управа на Хадрианопол (дн. Едирне) и Анхиало (дн. Поморие). Името му е известно и от надпис от Никополис ад Иструм (дн. с. Никюп, по това време част от провинция Тракия).